# Port lotniczy Nairobi-Wilson
Port lotniczy Nairobi-Wilson (IATA: WIL, ICAO: HKNW) – port lotniczy położony 5 km na południe od Nairobi, w Kenii. Prowadzi działalność od 1933 roku. Lotnisko służy zarówno krajowym i międzynarodowym lotom. Jest używane głównie przez lekkie samoloty. Korzysta z niego przemysł, ruch turystyczny, ochrona zdrowia i rolnictwa. Airkenya Express i inne małe linie lotnicze wykorzystują Wilson Airport do regularnych krajowych lotów, zamiast Portu Lotniczego Jomo Kenyatta, głównego lotniska w Nairobi. Lotnisko jest obsługiwane przez Kenya Airports Authority (KAA).

## Linie lotnicze i połączenia
| Linia Lotnicza      | Kierunek |
| ------------------- | --- |
| Airkenya Express    | 1. Amboseli 2. Kilimandżaro 3. Manda 4. Lewa 5. Mara Serena 6. Malindi 7. Meru 8. Nanyuki 9. Samburu 10. Ukunda                                          |
| Fly Tristar         | 1. Eldoret 2. Lodwar 3. Malindi 4. Mombasa 5. Ukunda |
| Renegade Air        | 1. Kisumu |
| Safarilink Aviation | 1. Amboseli 2. Kilaguni 3. Kilimandżaro 4. Kiwayu 5. Manda 6. Lewa 7. Mara Serena 8. Mombasa 9. Naivasha 10. Nanyuki 11. Samburu 12. Ukunda 13. Zanzibar |
| Skyward Express     | 1. Eldoret 2. Kakamega 3. Kitale 4. Manda 5. Lodwar 6. Malindi 7. Mombasa 8. Ukunda                                                                      |